# Liste der Baudenkmäler in Absberg
Auf dieser Seite sind die Baudenkmäler in dem mittelfränkischen Markt Absberg zusammengestellt. Diese Tabelle ist eine Teilliste der Liste der Baudenkmäler in Bayern. Grundlage ist die Bayerische Denkmalliste, die auf Basis des Bayerischen Denkmalschutzgesetzes vom 1. Oktober 1973 erstmals erstellt wurde und seither durch das Bayerische Landesamt für Denkmalpflege geführt wird. Die folgenden Angaben ersetzen nicht die rechtsverbindliche Auskunft der Denkmalschutzbehörde.
 Diese Liste gibt den Fortschreibungsstand vom 3. Dezember 2014 wieder und enthält 40 Baudenkmäler.

## Ensembles

### Ensemble Ortskern Kalbensteinberg
Das Ensemble umfasst die Hauptstraße des Kirchdorfes von den Hausnummern 1 bzw. 113 im Süden bis zum Anwesen Nr. 28 im Norden sowie die zur Kirche abzweigende, hinter dem Chor scharf nach Norden abgewinkelte Gasse mit ihrer Bebauung. Die stadtmäßige Siedlungsdichte des Dorfkerns und die über der einheitlichen Dächerlandschaft dominierende, im äußeren Umriss bewusst an die beiden großen Nürnberger Pfarrkirchen St. Sebald und St. Lorenz erinnernde spätgotische Pfarrkirche sind die wesentlichen Merkmale des Dorfes. Die Hauptstraße wird eingefasst von streng giebelständigen Wohnhäusern und Scheunen der ansässigen Obst- und Hopfenbauern, überwiegend in der Quaderbauweise des letzten Drittels des 19. Jahrhunderts aus Kalbensteinberger Weißsandstein mit hohen Satteldächern (mehrgeschossige Trockenböden). Die östlich von der Hauptstraße abzweigende Gasse führt in den Mittelpunkt des Dorfes, wo sich zwischen der im alten ummauerten Kirchhof gelegenen Kirche, gleichfalls ein Sandsteinquaderbau, dem Pfarrhaus (Haus Nr. 70), dem ehemaligen Gasthaus Lamm (Haus Nr. 61) und dem alten Pfarrhaus (Haus Nr. 64) ein kleiner Platz ausweitet. Die Kirche ist über ihre eigentliche Bestimmung hinaus auch ein Denkmal ihrer Erbauer, der Nürnberger Patrizier von Rieter, die bis 1754 Herrschaftsinhaber des Dorfes waren. Pfarrhaus und Gasthaus, das auch als Amtshaus diente, sowie das alte Pfarrhaus stellen sich in ihrer aufwendigen Gestaltung ebenfalls als Bauten der ehemaligen Herrschaft, die seit 1754 das Nürnberger Heilig-Geist-Spital und dann die Stadt Nürnberg besaß, dar. Von hervorragender Bedeutung ist das Ortsbild auch aus der Fernsicht, vor allem von Südosten. Störend machen sich vereinzelte Um- und Neubauten im Ortskern sowie Erweiterungen der Wirtschaftsgebäude bemerkbar. Aktennummer: E-5-77-111-1.

## Baudenkmäler nach Ortsteilen

### Absberg
| Lage                                                                | Objekt                                       | Beschreibung | Akten-Nr.              | Bild                     |
| ------------------------------------------------------------------- | -------------------------------------------- | --- | ---------------------- | ------------------------ |
| Am Roten Kreuz; an der Straße nach Geiselsberg (Standort)           | Kapelle                                      | Kleiner Satteldachbau, Sandsteinquader, 19. Jahrhundert; mit Ausstattung | D-5-77-111-21 Wikidata | BW                       |
| Geiselsberger Straße 2 (Standort)                                   | Felsenkeller                                 | Kellereingänge an der Straße, Kellergang mit Brunnen, 18./19. Jahrhundert; nicht nachqualifiziert, im Bayerischen Denkmal-Atlas nicht kartiert | D-5-77-111-5 Wikidata  | BW                       |
| Geiselsberger Straße 3 (Standort)                                   | Ehemaliges Wohnstallhaus                     | Eingeschossiges traufständiges Gebäude mit Steildach, mit Fachwerkgiebel, 18. Jahrhundert | D-5-77-111-4 Wikidata  | BW                       |
| Grausenbuck 2 (Standort)                                            | Scheune                                      | Speicherbau, großes Gebäude mit Steildach, Sandsteinquader, mit Trockenluken, Ende 19. Jahrhundert | D-5-77-111-3 Wikidata  | BW                       |
| Hauptstraße 10 (Standort)                                           | Ehemaliges Schulhaus                         | Zweigeschossiges traufständiges Gebäude mit Halbwalmdach, Sandsteinquader, um 1850, 1903 umgebaut | D-5-77-111-48 Wikidata | BW                       |
| Hauptstraße 31 (Standort)                                           | Ehemaliges Forstamt                          | Zweigeschossiger traufständiger Satteldachbau, Sandsteinquader, Ende 19. Jahrhundert | D-5-77-111-16 Wikidata | Ehemaliges Forstamt      |
| Hauptstraße 35, 37 (Standort)                                       | Evangelisch-lutherischer Pfarrhof            | Zweigeschossiges Gebäude mit Mansardwalmdach, mit rustizierten Ecklisenen und Putzgliederung, wohl nach Plan von Johann David Steingruber, Mitte 18. Jahrhundert | D-5-77-111-17 Wikidata | weitere Bilder           |
| Hauptstraße 55; an Stadel zwischen Hauptstraße 49 und 55 (Standort) | Deutschordenswappen                          | Bezeichnet „1802“ | D-5-77-111-49 Wikidata | BW                       |
| Hinterm Schloss, am Weg zum Schellhof ()                            | Kellereingang                                | 18./19. Jahrhundert; nicht nachqualifiziert, im Bayerischen Denkmal-Atlas nicht kartiert | D-5-77-111-22 Wikidata |                          |
| Marktplatz 1, 1 a, 1 b (Standort)                                   | Ehemaliges Deutschordensschloss              | Dreigeschossige Dreiflügelanlage, Gliederung durch Risalite und Eckpavillons, mit Lisenen- und Geschossgliederung, von Franz Keller, 1725, mit Schlosskapelle (katholische Pfarrkirche St. Ottilia), 1727, erweitert 1834, zugehörig barocker Garten, heute Obstgarten, dreiteilige Terrassenanlage mit Böschungen, erste Hälfte 18. Jahrhundert | D-5-77-111-2 Wikidata  | weitere Bilder           |
| Marktplatz 2; Bischof-Ehrenfried-Straße; Nähe Marktplatz (Standort) | Evangelisch-lutherische Pfarrkirche          | Saalkirche, mit Chorflankenturm und Treppentürmchen, Turm mit Kuppelhaube, 1598; mit Ausstattung | D-5-77-111-1 Wikidata  | weitere Bilder           |
| Marktplatz 3 (Standort)                                             | Katholischer Pfarrhof                        | Zweigeschossiger Walmdachbau mit Zwerchhaus, mit Ecklisenen und Geschossgliederung, von Franz Joseph Roth, 1729/30 Mit erhaltenen Teilen der Garteneinfriedung, 18/19. Jahrhundert | D-5-77-111-12 Wikidata | weitere Bilder           |
| Oberfeldweg 2 (Standort)                                            | Wohnstallhaus eines ehemaligen Dreiseithofes | Eingeschossiger giebelständiger Sandsteinquaderbau mit Steildach, mit Trockenluken, um 1860/70; Scheune, Satteldachbau, Sandsteinquader, um 1900 | D-5-77-111-8 Wikidata  | BW                       |
| Raiffeisenweg 4 (Standort)                                          | Wohnhaus                                     | Kleinhaus, eingeschossiger traufständiger Satteldachbau, 18. Jahrhundert | D-5-77-111-18 Wikidata | BW                       |
| Regens-Wagner-Straße 4 (Standort)                                   | Wohnstallhaus                                | Eingeschossiger traufständiger Bau mit Steilsatteldach, um 1800 | D-5-77-111-10 Wikidata | BW                       |
| Ritter-Konrad-Straße 13 (Standort)                                  | Wohnstallhaus                                | Eingeschossiger giebelständiger Bau mit viergeschossigem Steildach, Sandsteinquader, mit Trockenluken, bezeichnet „1856“ | D-5-77-111-11 Wikidata | Wohnstallhaus            |
| Ritter-Konrad-Straße 15 (Standort)                                  | Ehemaliges Wohnstallhaus                     | Eingeschossiger traufständiger Bau mit viergeschossigem Steildach, teilweise Sandsteinquader, Mitte/zweite Hälfte 19. Jahrhundert Hofkapelle, kleiner Sandsteinquaderbau mit Satteldach, Ende 19. Jahrhundert | D-5-77-111-19 Wikidata | Ehemaliges Wohnstallhaus |

### Angerhof
| Lage                                          | Objekt  | Beschreibung | Akten-Nr.              | Bild           |
| --------------------------------------------- | ------- | --- | ---------------------- | -------------- |
| Angerhofstraße 1, Fallhausstraße 1 (Standort) | Scheune | Eingeschossiges Gebäude mit Steildach, Sandsteinquader, Mitte 19. Jahrhundert, mit großem Deutschordens-Wappenstein des 18. Jahrhunderts Weitere Scheune, eingeschossiges Gebäude mit Steildach, Sandsteinquader, bezeichnet mit „1848“ | D-5-77-111-23 Wikidata | weitere Bilder |

### Fallhaus
| Lage                         | Objekt     | Beschreibung                                                                              | Akten-Nr.              | Bild       |
| ---------------------------- | ---------- | ----------------------------------------------------------------------------------------- | ---------------------- | ---------- |
| Fallhausstraße 22 (Standort) | Bauernhaus | Eingeschossiger traufständiger Satteldachbau, mit reichem Fachwerk, bezeichnet mit „1837“ | D-5-77-111-24 Wikidata | Bauernhaus |

### Griesbuck
| Lage                                     | Objekt           | Beschreibung                                                                                  | Akten-Nr.              | Bild                                                                                                  |
| ---------------------------------------- | ---------------- | --------------------------------------------------------------------------------------------- | ---------------------- | --- |
| Griesmühle (bei Grießbuck 28) (Standort) | Wegkapelle       | Kleiner Satteldachbau, Sandsteinquader, 18. Jahrhundert                                       | D-5-77-111-27 Wikidata | [[Vorlage:Bilderwunsch/code!/C:49.14944,10.88687!/D:Griesmühle (bei Grießbuck 28), Wegkapelle!/\|BW]] |
| Grießbuck 22 (Standort)                  | Hopfenbauernhaus | Zweigeschossiges Gebäude mit Steildach, Sandsteinquaderbau, bezeichnet „1863“                 | D-5-77-111-25 Wikidata | weitere Bilder                                                                                        |
| Grießbuck 24 (Standort)                  | Hopfenbauernhaus | Eingeschossiger traufständiger Bau mit Mansarddach, mit Trockenluken, Fachwerkgiebel, um 1800 | D-5-77-111-26 Wikidata | weitere Bilder                                                                                        |

### Igelsbach
| Lage                    | Objekt     | Beschreibung | Akten-Nr.              | Bild       |
| ----------------------- | ---------- | --- | ---------------------- | ---------- |
| Igelsbach 20 (Standort) | Bauernhaus | Eingeschossiger Bau mit Steildach in Ecklage, Sandsteinquader, mit Trockenluken, Fenstereinfassungen und Dachansatz mit Zierelementen, 1912 | D-5-77-111-46 Wikidata | BW         |
| Igelsbach 62 (Standort) | Bauernhaus | Zweigeschossiger Satteldachbau in Ecklage, Sandsteinquader, mit historisierender Gestaltung des Außenbaues, bezeichnet „1910“               | D-5-77-111-45 Wikidata | Bauernhaus |

### Kalbensteinberg
| Lage                           | Objekt                                                          | Beschreibung | Akten-Nr.              | Bild                              |
| ------------------------------ | --------------------------------------------------------------- | --- | ---------------------- | --------------------------------- |
| Kalbensteinberg 2 a (Standort) | Ehemalige Scheune                                               | Eingeschossiger giebelständiger Bau mit Steildach, Sandsteinquader, Ende 19. Jahrhundert | D-5-77-111-36 Wikidata | BW                                |
| Kalbensteinberg 3 (Standort)   | Bauernhaus                                                      | Eingeschossiges Gebäude mit Steildach, in Ecklage, Sandsteinquader, 1871 | D-5-77-111-39 Wikidata | Bauernhaus                        |
| Kalbensteinberg 5 (Standort)   | Bauernhaus                                                      | Eingeschossiger giebelständiger Bau mit Steildach, Sandsteinquader, 1861 | D-5-77-111-40 Wikidata | BW                                |
| Kalbensteinberg 10 (Standort)  | Bauernhaus                                                      | Zweigeschossiger giebelständiger Satteldachbau, Sandsteinquader, bezeichnet „1878“ | D-5-77-111-35 Wikidata | BW                                |
| Kalbensteinberg 13 (Standort)  | Bauernhaus eines Dreiseithofes                                  | Eingeschossiger giebelständiger Bau mit Steildach, Sandsteinquader, teilweise verputzt, um 1840 Scheune, Sandsteinquaderbau mit Mansardgiebeldach, wohl gleichzeitig | D-5-77-111-41 Wikidata | Bauernhaus eines Dreiseithofes    |
| Kalbensteinberg 44 (Standort)  | Bauernhaus                                                      | Eingeschossiger giebelständiger Bau mit Steildach, Sandsteinquader, 1868 | D-5-77-111-43 Wikidata | BW                                |
| Kalbensteinberg 60 (Standort)  | Scheune                                                         | Sandsteinquaderbau mit Mansarddach, Mitte 19. Jahrhundert | D-5-77-111-34          | BW                                |
| Kalbensteinberg 61 (Standort)  | Ehemaliges Gasthaus                                             | Zweigeschossiger Satteldachbau in Ecklage, Obergeschoss und Giebel mit reichem Fachwerk, 1612/13 (dendrochronologisch datiert) | D-5-77-111-30 Wikidata | weitere Bilder                    |
| Kalbensteinberg 62 (Standort)  | Bauernhaus                                                      | Eingeschossiger giebelständiger Satteldachbau, Südgiebel mit reichem Fachwerk, 17./18. Jahrhundert Hopfenscheune, Satteldachbau, Sandsteinquader, 1912 | D-5-77-111-33 Wikidata | BW                                |
| Kalbensteinberg 63 (Standort)  | Evangelisch-lutherische Pfarrkirche St. Maria und Christophorus | Saalkirche, Westturm 14. Jahrhundert, 1511 und 1864 erhöht, Langhaus und Chor einheitlich durch Paul Rieter 1464–69 erbaut, im 17. Jahrhundert weiterer Innenausbau, Sandsteinquader, Turm mit Spitzhelm; mit Ausstattung Kirchhof und Ummauerung, im Kern mittelalterlich, im 19. Jahrhundert erneuert | D-5-77-111-28 Wikidata | weitere Bilder                    |
| Kalbensteinberg 64 (Standort)  | Ältestes Pfarrhaus                                              | Unregelmäßiger zweigeschossiger Walmdachbau, 1602 | D-5-77-111-32 Wikidata | Ältestes Pfarrhaus                |
| Kalbensteinberg 70 (Standort)  | Pfarrhof                                                        | Pfarrhaus, zweigeschossiger Walmdachbau, Sandsteinquader, 1893 durch die Stadt Nürnberg erbaut; mit Garteneinfassung und Südmauer des Pfarrgartens Zwei Scheunen mit Fachwerkgiebel, bezeichnet „1757“                                                                                                  | D-5-77-111-29 Wikidata | Pfarrhof                          |
| Kalbensteinberg 72 (Standort)  | Bauernhaus und ehemalige Brauerei                               | Zweigeschossiger Satteldachbau, Sandsteinquader, 1879 | D-5-77-111-31 Wikidata | Bauernhaus und ehemalige Brauerei |
| Kalbensteinberg 81 (Standort)  | Wohnstallhaus                                                   | Eingeschossiger traufständiger Bau mit Steildach, 1868 | D-5-77-111-38 Wikidata | BW                                |
| Kalbensteinberg 85 (Standort)  | Bauernhaus                                                      | Giebelbau, Sandsteinquader, um 1870 | D-5-77-111-37 Wikidata | BW                                |

### Keinem Ortsteil zugeordnet
| Lage                                         | Objekt                                                | Beschreibung | Akten-Nr.      | Bild |
| -------------------------------------------- | ----------------------------------------------------- | --- | -------------- | --- |
| Denkmalstraße; Kalbensteinberg 71 (Standort) | Grenzsteine der Fraischgrenze Pflegamt Wernfels-Spalt | Sandstein, überwiegend bezeichnet und reliefiert mit Bischofsstab und markgräflichem Adler; Nr. 55, 56, vermutlich 18. Jahrhundert; zugehörig Grenzsteine Nr. 3, 67, 68, 70, siehe Stadt Abenberg; zugehörig Grenzsteine Nr. 7, 8, 10, 11, 19, 21, 27, 29, 43, 44, 45, 47, 50, siehe Stadt Spalt; zugehörig Grenzstein Nr. 61, siehe Gemeinde Haundorf | D-5-76-111-173 | [[Vorlage:Bilderwunsch/code!/C:49.177141,10.848752!/D:Denkmalstraße; Kalbensteinberg 71, Grenzsteine der Fraischgrenze Pflegamt Wernfels-Spalt!/\|BW]] |

## Ehemalige Baudenkmäler
In diesem Abschnitt sind Objekte aufgeführt, die früher einmal in der Denkmalliste eingetragen waren, jetzt aber nicht mehr. Objekte, die in anderem Zusammenhang also z. B. als Teil eines Baudenkmals weiter eingetragen sind, sollen hier nicht aufgeführt werden. Aktennummern in diesem Abschnitt sind ehemalige, jetzt nicht mehr gültige Aktennummern.

| Lage                                       | Objekt                                                          | Beschreibung                                                        | Akten-Nr.              | Bild |
| ------------------------------------------ | --------------------------------------------------------------- | ------------------------------------------------------------------- | ---------------------- | ---- |
| Absberg Hauptstraße 27 (Standort)          | Scheune                                                         | Traufständiger Satteldachbau, Sandsteinquader, Ende 19. Jahrhundert | D-5-77-111-15 Wikidata | BW   |
| Absberg Marktplatz 6 (Standort)            | Eingelassene Tafel mit Deutschordenswappen und Schmiedewerkzeug | bezeichnet mit „1784“                                               | D-5-77-111-6 Wikidata  | BW   |
| Absberg Regens-Wagner-Straße 1 (Standort)  | eingelassener Wappenstein                                       | 18. Jahrhundert                                                     | D-5-77-111-9 Wikidata  | BW   |
| Absberg Ritter-Konrad-Straße 15 (Standort) | hierzu Hofkapelle                                               | Sandsteinquader, Ende 19. Jahrhundert                               | D-5-77-111-20 Wikidata | BW   |